# Семеново (Приморський район)
Семеново (рос. Семёново) — присілок в Приморському районі Архангельської області Російської Федерації.
Населення становить 59 осіб. Входить до складу муніципального утворення Лисестровське поселення.

## Історія
Від 2004 року входить до складу муніципального утворення Лисестровське поселення.

## Населення
| 2002 | 2010 | 2012 |
| ---- | ---- | ---- |
| 74   | ↘43  | ↗59  |